# Langlade (Francja)
Langlade – miejscowość i gmina we Francji, w regionie Oksytania, w departamencie Gard.
Według danych na rok 1990 gminę zamieszkiwały 1603 osoby, a gęstość zaludnienia wynosiła 178 osób/km² (wśród 1545 gmin Langwedocji-Roussillon Langlade plasuje się na 237. miejscu pod względem liczby ludności, natomiast pod względem powierzchni na miejscu 803.).